# Adiantum papillosum
Adiantum papillosum là một loài dương xỉ trong họ Pteridaceae. Loài này được Handro mô tả khoa học đầu tiên năm 1964.